# Río Saramacca

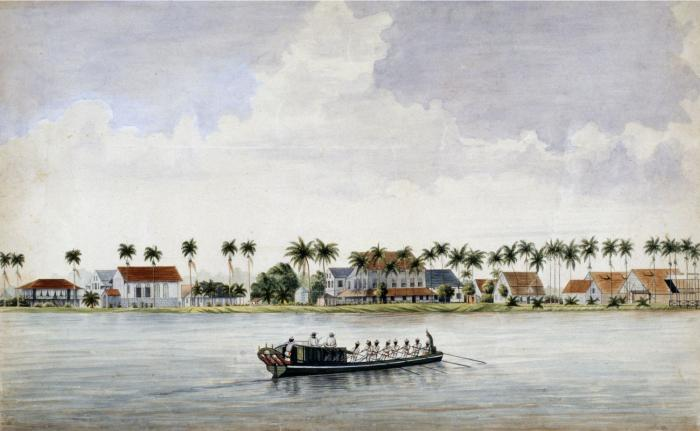
Plantación Catharina Sophia a orillas del Saramacca (1891).

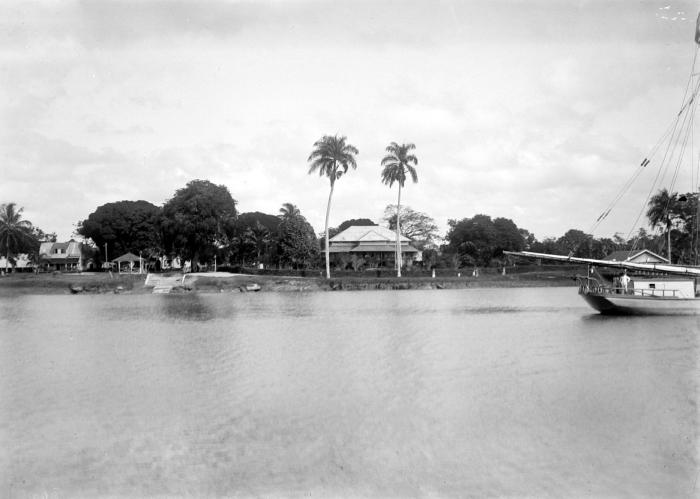
Río Saramacca en Groningen (1929).

El río Saramacca es un río que fluye a través de Surinam (su estuario se encuentra  aproximadamente en 5°51′00″N 55°53′00″O / 5.85, -55.8833333).
Sus nacientes se encuentran en las montañas Wilhelmina y fluye en dirección norte desembocando en el océano Atlántico junto con el río Coppename. Su cuenca abarca unos 9.400 km² y su extensión es de 255 km. El río Saramacca es utilizado para transporte fluvial.
La exploración científica del río comenzó en 1770. Los arahuacos denominan al río "Surama", es probable que su nombre actual "Saramacca" se origine de su nombre indígena.

## Investigaciones
Se han realizado diversos estudios e investigaciones sobre las inundaciones que provoca el río con regularidad. Entre otros, se destacan los trabajos de Loth en 1770, los realizados bajo la dirección de Van Stockum (1902-1903), y los de la tercera expedición Tafelberg bajo la dirección de Geiskes, además de una serie de estudios por varios departamentos de investigación del estado en épocas recientes.